# Кудыкинская волость
Кудыкинская волость — историческая административно-территориальная единица в составе Покровского уезда Владимирской губернии.

## История
В середине XII — начале XIII веков территория принадлежала Ростово-Суздальскому княжеству. Кудыкинская волость образована в XIX веке, до этого территория относилась к Сенежской волости.
3 июня 1917 года из Кудыкинской волости в черту новообразованного заштатного города Орехово-Зуево Богородского уезда были переданы село Орехово и посёлок Никольское.

## Населённые пункты
По данным на 1905 год из книги Список населённых мест Владимирской губернии в Кудыкинскую волость входили следующие населённые места:
- Будьково
- Высоково
- Гоппер (завод)
- Гора (село)
- Губинская
- Дровосеки
- Дулево (мест.)
- Емельяново
- Ивоново
- Кабаново
- Кудыкина (современное название деревни — «Кудыкино»)
- Ликино (при деревне фабрика А.В. Смирнова)
- Новая
- Орехово (село)
- Покров (погост)
- Сальково
- Старская
- Тиманино
- Язвищи

## Волостное правление
По данным на 1900 год: волостной старшина — Савин Макарович Комиссаров, писарь — Алексей Владимирович Белов.
По данным на 1910 год: волостной старшина — Савин Макарович Комисаров, писарь — Иван Романов.

## Население
В 1890 году Кудыкинская волость Покровского уезда включает 12978 десятин крестьянской земли, 16 селений, 1288 крестьянских дворов (19 не крестьянских), 7936 душ обоего пола. Административным центром волости была деревня Кудыкино.

## Промыслы
По данным на 1895 год жители волости занимались отхожими промыслами (фабричные рабочие), около 200 человек из деревни Тимонино и села Покров работали зеленьщиками в Москве. Местными промыслами население волости не занималось.

#### Машинная вязка чулок
Этот промысел существовал только в Кудыкинской волости, вокруг села Кудыкино. Сообщали, что занесён он был сюда случайно. В конце XIX века в Кудыкино приехала какая-то женщина, привезла с собой невиданную здесь никогда машинку и начала на ней вязать чулки. В 1908 году этим промыслом было занято до 71 человек (43 женщины и 28 мужчин). Доходность промысла была относительно низкой. Продавали готовые чулки большею частью непосредственно в руки потребителей сами производители, пользуясь близостью крупного фабричного поселка — Орехово-Зуево, где большая часть населения носила
чулки и носки, а не онучи.